# Uta lowei
Uta lowei är en ödleart som beskrevs av  Grismer 1994. Uta lowei ingår i släktet Uta och familjen Phrynosomatidae. Inga underarter finns listade i Catalogue of Life.
Arten förekommer endemisk på den mexikanska ön Isla El Muerto i Californiaviken. Den föredrar områden med små stenar och glest fördelad växtlighet. För beståndet är inga hot kända men utbredningsområdet är mycket begränsat. IUCN kategoriserar arten globalt som sårbar. Honor lägger ägg.